# (10041) Parkinson
(10041) Parkinson (1985 HS1) – planetoida z pasa głównego asteroid okrążająca Słońce w ciągu 3,55 lat w średniej odległości 2,32 j.a. Odkryta 24 kwietnia 1985 roku.